# Hungarian International 2011
Die Hungarian International 2011 im Badminton fanden vom 2. November bis zum 6. November in Budaörs statt. Das Preisgeld betrug 5.000 US-Dollar. Das Turnier hatte damit ein BWF-Level von 4B. Es war die 36. Auflage dieser internationalen Meisterschaften von Ungarn im Badminton.

## Sieger und Platzierte
| Disziplin    | Gold                                 | Silber                               | Bronze                                     |
| ------------ | ------------------------------------ | ------------------------------------ | ------------------------------------------ |
| Herreneinzel | Rasmus Fladberg                      | Vitaly Konov                         | Christian Bösiger                          |
| Herreneinzel | Rasmus Fladberg                      | Vitaly Konov                         | Thomas Rouxel                              |
| Dameneinzel  | Stefani Stoeva                       | Camilla Sørensen                     | Fabienne Deprez                            |
| Dameneinzel  | Stefani Stoeva                       | Camilla Sørensen                     | Mariya Ulitina                             |
| Herrendoppel | Zvonimir Đurkinjak Zvonimir Hölbling | Łukasz Moreń Wojciech Szkudlarczyk   | Laurent Constantin Sébastien Vincent       |
| Herrendoppel | Zvonimir Đurkinjak Zvonimir Hölbling | Łukasz Moreń Wojciech Szkudlarczyk   | Gary Fox Nico Ruponen                      |
| Damendoppel  | Natalia Pocztowiak Staša Poznanović  | Kamila Augustyn Agnieszka Wojtkowska | Helen Davies Samantha Ward                 |
| Damendoppel  | Natalia Pocztowiak Staša Poznanović  | Kamila Augustyn Agnieszka Wojtkowska | Louise Eriksson Amanda Wallin              |
| Mixed        | Viki Indra Okvana Gustiani Megawati  | Łukasz Moreń Natalia Pocztowiak      | Wojciech Szkudlarczyk Agnieszka Wojtkowska |
| Mixed        | Viki Indra Okvana Gustiani Megawati  | Łukasz Moreń Natalia Pocztowiak      | Roman Zirnwald Elisabeth Baldauf           |

## Finalresultate
| Disziplin    | Sieger                               | Finalist                             | Ergebnis            |
| ------------ | ------------------------------------ | ------------------------------------ | ------------------- |
| Herreneinzel | Rasmus Fladberg                      | Vitaly Konov                         | 21–17, 21–11        |
| Dameneinzel  | Stefani Stoeva                       | Camilla Sørensen                     | 23–21, 21–14        |
| Herrendoppel | Zvonimir Đurkinjak Zvonimir Hölbling | Łukasz Moreń Wojciech Szkudlarczyk   | 21–18, 21–18        |
| Damendoppel  | Natalia Pocztowiak Staša Poznanović  | Kamila Augustyn Agnieszka Wojtkowska | 22–20, 20–22, 21–18 |
| Mixed        | Viki Indra Okvana Gustiani Megawati  | Łukasz Moreń Natalia Pocztowiak      | 21–11, 21–19        |